# Perspectivia.net
perspectivia.net – Die Publikationsplattform der Max Weber Stiftung – ist eine internationale, epochenübergreifende und interdisziplinäre Online-Publikationsplattform für die Institute der bundesunmittelbaren Max Weber Stiftung – Deutsche Geisteswissenschaftliche Institute im Ausland und ihre Kooperationspartner.
Ziel von perspectivia.net ist es, die wissenschaftlichen Ergebnisse der Auslandsinstitute transparent und barrierefrei zugänglich zu machen. Auf der Basis des Open-Access-Prinzips soll die wissenschaftliche Kommunikation weiterentwickelt und intensiviert werden.

## Trägerschaft, Nutzung, Struktur
perspectivia.net ist die Kommunikations- und Publikationsplattform der Max Weber Stiftung – Deutsche Geisteswissenschaftliche Institute im Ausland. Sie startete Ende 2007 als Projekt, das auf Initiative der Direktorin des Deutschen Historischen Instituts Paris Gudrun Gersmann entstand. Am 31. Oktober 2008 ging die Plattform online.
Die Redaktion von perspectivia.net ist am Sitz der Stiftung in Bad Godesberg angesiedelt. Sie koordiniert den Publikationsprozess mit den verschiedenen Fachredaktionen in den einzelnen Instituten und bereitet die Texte für die Online-Publikation vor (Rechtliches, Formalia, Imprimatur). Dabei wird sie durch eine Teilredaktion an der Bayerischen Staatsbibliothek München unterstützt, wo zudem der Prozess der Retrodigitalisierung vollzogen, die bibliothekarische Erschließung der Plattforminhalte vorgenommen und die Langzeitarchivierung der Texte gesichert wird. Für die Gewährleistung der wissenschaftlichen Standards bleiben die Lokalredaktionen der jeweiligen Institute zuständig.

## Technische Grundlagen
perspectivia.net bietet eine mehrsprachige Benutzungsoberfläche und wird auf Basis der Open-Source-Software MyCoRe bereitgestellt. Gehostet wird der zentrale Publikationsserver der Max Weber Stiftung von der Verbundzentrale des GBV (VZG).

## Inhalte
perspectivia.net bietet sowohl genuin elektronische Publikationen an, als auch solche, die bereits gedruckt erschienen und nun retrodigitalisiert aufbereitet sind. Auch hybride Publikationsverfahren, die Druck- und Online-Veröffentlichung zeitgleich realisieren, entsprechen dem Plattformkonzept, das konsequent dem Open-Access-Prinzip folgt. Grundsätzlich unterliegen die auf perspectivia.net zugänglichen Texte der Creative-Commons-Lizenz (in der Regel CC-BY-NC-ND), Abweichungen hiervon betreffen die retrodigitalisiert bereitgestellten Inhalte.
Auf perspectivia.net werden alle gängigen Publikationsformate angeboten: Aufsätze, Rezensionen, Sammelbände/Tagungsbände und Monographien. perspectivia.net stellt dabei nur eine Publikationsumgebung für die einzelnen Formate dar, die somit ihren teilweise schon etablierten Namen behalten können (wie etwa die Francia). Auch neu eingeführte Publikationsformen wie die „discussions“ oder „Friedrich300“ haben eigenständigen Reihencharakter und werden auf perspectivia.net lediglich gehostet. Die Schatullrechnungen Friedrichs des Großen werden in Form einer Datenbank vorgehalten.
perspectivia.net präsentiert unter der Rubrik „Sektionen“ auch wissenschaftliche Tagungen der Max Weber Stiftung seit dem Jahr 2010. Die Tagungen werden nicht als Textdokumente bereitgestellt, sondern in Form von Audio-Mitschnitten im mp3-Format.